# 魁皇楽
魁皇楽（かいおうらく）は、日本の男性声優。主にアダルトゲームに声をあてている。

## 出演
太字はメインキャラクター。

### アニメ
- 3秒後、野獣。〜合コンで隅にいた彼は肉食でした（2022年、東条要[1]） - プレミアム版

### ゲーム
- おねだりシェアメイト(峰村悠月)[2][リンク切れ]
- オメルタ CODE:TYCOON(瀬戸旭)[3]
- GUN-KATANA（銃刀） ―Non-Human-Killer―(時原雹)[4]
- 幸の天秤(望月輝)[5]
- 女王蜂の王房(燐)[6]
- JOKER - 死線の果ての道化師 -(ジョーカー)[7]
- スクエアな関係 〜ぼくらの恋愛心理学3〜(風間塁)[8]
- Hyper→Highspeed→Genius(明智久司郎)
  - HHG 女神の終焉[9]
- バトラーズ〜召しませお嬢様〜(クリス・ブレア)[10][リンク切れ]
  - バトラーズ〜召しませお嬢様〜 ナイトモード
- PARA-SOL(山国兵武)[11][リンク切れ]
- マブラヴ オルタネイティヴ
- ロイヤルズ 〜誘惑の王子さま〜(アッシュ・エドワード・アンドリュー・ルイス・マウントレスター=シルフィールド)[12][リンク切れ]

### ドラマCD
- 愛されすぎてｘｘされちゃうCD(滝沢恭一)
  - 溺恋元カレ
  - 狂愛元カレ
- イエローカード（星村千尋）
  - vol.1 ～星村千尋・星村成弘編 ～
- オメルタ CODE:TYCOON ドラマCD（瀬戸旭）
  - Vol.3 藤堂編 〜ギムレット・タイム[13]
- 禁断の××愛CD（亮太)[14]
  - 近親愛 ～義理のお兄ちゃんとの結末～
  - 近親愛 ～血をわけた弟との結末～
- 黒薔薇の館[15]
  - 第壱夜 ～生徒と禁断の痴漢 編～
- 女王蜂シリーズ（燐）[16]
  - 女王蜂の甘美なる交合 第四章 燐編
  - 女王蜂の蜜なる寵愛 第二夜 燐と紅玉
- 好きになってはいけない彼（ひと）～親友の彼氏・百々瀬結斗[17][リンク切れ]
- 先生イケないことってなんですか？(乾恭助)
- 大好きな彼とHして腕まくらでピロートークされちゃうシリーズ 
  - 第5弾 幼馴染彼氏と夜の保健室で❤編
- 東京四角形-辻ヶ花サーガ- Scene：1 (羽沢光弘)
- バトラーズ〜鈴蘭屋敷の異邦人〜 ドラマCDシリーズ(クリス・ブレア)[18][リンク切れ]
  - Vol.1 右京編
  - Vol.2 クリス編
  - Vol.3 紫堂編
  - Vol.4 藤盛編
  - Vol.5 杉浦編
- relación dulce vol.2 お酒のチカラではじまる新しい関係（遠藤隼人）[19]